# John Spencer-Churchill, al 11-lea Duce de Marlborough

John Spencer-Churchill, al 11-lea Duce de Marlborough în 1984

John George Vanderbilt Henry Spencer-Churchill, al 11-lea Duce de Marlborough (13 aprilie 1926 – 16 octombrie 2014) a fost fiul lui John Spencer-Churchill, al 10-lea Duce de Marlborough și a primei lui soții, Hon. Alexandra Mary Hilda Cadogan. 
Este rudă cu fostul prim-ministru al Marii Britanii, Sir Winston Churchill. De asemenea, este rudă îndepărtată cu Diana, Prințesă de Wales, ambii aparținând familiei Spencer. Bunica lui paternă a fost Consuelo Vanderbilt, o bogată moștenitoare americană.
Reședința principală este Palatul Blenheim din Woodstock, Oxfordshire. Averea Ducelui de Marlborough a fost estimată la 185 milioane de £ în 2004.

## Căsătorii și copii
Pe vremea când era marchiz de Blandford s-a căsătorit la 19 octombrie 1951 cu Susan Mary Hornby, fiica lui Michael Charles St. John Hornby și a Nicolette Joan Ward. Au divorțat în 1961 însă cuplul a avut trei copii:
- John David Ivor Spencer-Churchill, Conte de Sunderland (1952–1955), fin al Prințesei Margaret.
- Jamie Spencer-Churchill, marchiz de Blandford (n. 1955)
- Lady Henrietta Spencer-Churchill (n. 1958)

În 1961 s-a căsătorit pentru a doua oară cu Athina Onassis, fosta soție a lui Aristotle Onassis. Cuplul a divorțat în 1971 și nu au avut copii.
La 20 mai 1972 s-a căsătorit pentru a treia oară cu contesa Rosita Douglas-Stjernorp, fiica contelui Carl Douglas-Stjernorp și a Ottora Haas-Heye. Cuplul a divorțat la 15 mai 2008 și au avut trei copii:
- Lord Richard Spencer-Churchill (n/d. 1973)
- Lord Edward Spencer-Churchill (n. 1974)
- Lady Alexandra Spencer-Churchill (n. 1977)

La 3 decembrie 2008, Ducele s-a căsătorit pentru a patra oară la capela privată de la Blenheim cu Lily Mahtani (n. 1957 Iran), fosta soție a lui Ratan Mahtani, un bogat om de afaceri expatriat indian, cu care a avut trei copii.